# Paul Édouard Wallon
Pour les articles homonymes, voir Wallon (homonymie).
Paul Édouard Wallon, né à Montauban le 8 août 1821 et décédé dans cette même ville le 1er avril 1895 est un pyrénéiste français. Cet avocat de formation, propriétaire dans cette ville, était proche des activités en rapport avec la nature. En effet, après ses études, il occupa son temps libre durant une vingtaine d’années, à la pêche, à l’agriculture et à l'exploration des Pyrénées.

## Premiers écrits connus
Homme de loi, mais aussi homme de plume, il écrivit, dès 1860, un compte rendu sur des expériences de pisciculture. Président du Comité de pêche et d’agriculture de Bassin de la Garonne, il publia en 1868 un ouvrage important sur : Les Questions de pêche et d’agriculture fluviales et maritimes.
Au cours de cette même année, une rencontre avec le futur géographe Franz Schrader (1844-1924) allait orienter toute sa carrière et en faire le doyen des pyrénéistes. Il faut rappeler qu’après Louis Ramond de Carbonnières, l’inventeur du pyrénéisme, Arbanère, Chausenque et quelques autres (les ascensions des officiers géodésiens de 1825 à 1827 ont été oubliées), les explorateurs, botanistes et géologues parcouraient, dans la première moitié environ du XIXe siècle, les vallées, mais encore peu les sommets. Pourtant dans le même temps, Henry Russell, Maurice Gourdon, Aymar de Saint-Saud, Franz Schrader, le capitaine Prudent, allaient former, à terme, le noyau d’une « pléiade pyrénéiste » organisée et, du fait des relations existant entre la France et l’Espagne, des topographes officieux.

## La seconde partie duXIXesiècle

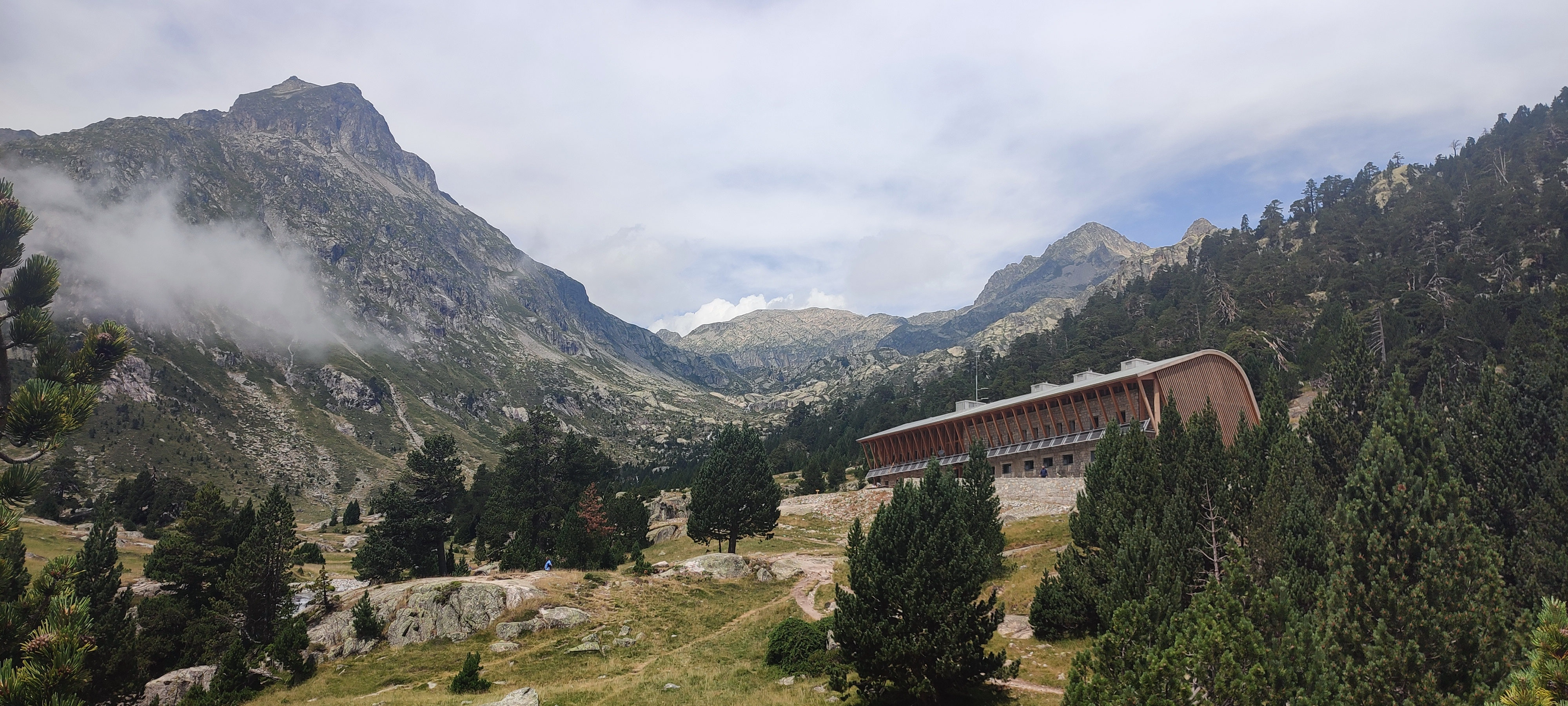
Le refuge Wallon-Marcadau nommé en l'honneur de Paul Édouard Wallon.

Elle est consacrée à l’exploration systématique et à la définition très précise de la géographie de l’axe mal défini des Pyrénées centrales espagnoles ainsi qu'à celle des sierras éloignées. Paul Edouard Wallon a le mérite de participer aux deux périodes exploratoires.

## La trace toponymique dans les Pyrénées
On trouve le nom de Wallon dans la Vallée du Marcadau (Hautes-Pyrénées). Un pic porte son nom, ainsi que le plus grand refuge des Pyrénées (Commission Syndicale de la Vallée de Saint Savin), connu sous le nom de refuge Wallon. Enfin, le col au sud du Balaïtous est dénommé Wallon.

## L’itinéraire pyrénéiste de Wallon
Longtemps, Paul Édouard Wallon a été assimilé aux « pyrénéistes toulousains » qui, avec les « Bordelais », et plus tard, les « Palois », allaient nous promettre une extraordinaire saga d’aventuriers des cimes, accompagnés de grands guides. Cependant, le géographe-chercheur J.C. Tournou-Bergonzat devenu l’historiographe de Wallon, révèle tout d’abord que le cartographe Wallon était bien issu du petit département de Tarn-et-Garonne, au sein duquel ont séjourné nombre d’importants précurseurs du pyrénéisme naissant. Il démontre également que l’appel des Pyrénées qui animait et enthousiasmait Wallon ne peut se résumer, comme le veut l’anecdote, à la lecture du célèbre livre de Jules Michelet La Montagne, paru en 1868. En effet, même si ce dernier avait lu Ramond de Carbonnières et vu Gavarnie, la carte manuscrite des Pyrénées centrales de Wallon était antérieure à cette date, et il connaissait déjà le Guide spécial du piéton dans les Pyrénées édité par H. Russell en 1866. Il faut donc se référer à ce qu’écrit, en 1874, Adolphe Joanne, dans la préface de Itinéraires de la France - Les Pyrénées : « M. Wallon, de Montauban, a eu la complaisance de rédiger, tout exprès pour moi, les principales escalades que lui a fait entreprendre depuis vingt ans sa passion toujours renaissante pour les pics les plus inaccessibles des Hautes-Pyrénées et de la Haute-Garonne… ».

## Recherches de l’Association Pyrénées Haute Montagne sur Paul Édouard Wallon
[style trop lyrique ou dithyrambique] 
Le résultat des recherches sur l’existence de cette école littéraire, artistique, géographique et théologique de la cité d’Ingres, confirment encore plus le fort désir de ce méridional (Wallon) d’explorer cette terra incognita, dont la langue aragonaise lui servira de filtre de jouvence. En effet, une liste importante d’explorateurs et de membres de sociétés de géographie savantes non négligeables, ont pu influencer localement notre cartographe : le pasteur Émilien Frossard, fils de Benjamin (thèse en 1824) et directeur du séminaire de Montauban en 1847, était présent à l’hôtel de Gavarnie en 1865 pour jeter les bases, avec Packe et Russell de la première association de montagne française sous le nom de Société Ramond. Émilien Frossard en fut le premier président, et ce géologue écrivain contribua également à la création de l’observatoire du Pic du Midi.

## La seconde période connue de la carrière de Wallon
Si l’on ne peut évoquer la cartographie, sans ignorer la modernité des géographes, depuis les Grecs, les Romains, les Arabes, voire les Chinois bien avant Jésus-Christ jusqu’à la carte dite de l’état-major en France (au 1/80 000 hachurée), l’étude orographique des Pyrénées, caprice et mode de l’histoire, est presque aussi contemporaine que celle des pôles.
Wallon sera un explorateur des Pyrénées, mais il lui manquait une rencontre exceptionnelle pour se sentir le D’Artagnan d’expérience au milieu de valeureux Mousquetaires ! Elle eut lieu en 1868(1). Il faut citer Franz Schrader : À Héas, chez le vieux guide Chapelle, nous aperçûmes devant sa porte un homme de cinquante ans environ. C’était un avocat de Montauban, M. Wallon. Les premiers rapports d’une cordialité douteuse : il avait pris notre dîner, nous lui prîmes sa chambre. Je crois même que nous l’avons traité de « vieux », et qu’il nous avait traités de « fous » ; les choses, ne se seraient pas facilement arrangées s’il n’eut l’idée lumineuse de déployer devant son guide une « carte manuscrite des deux versants de la chaîne des Pyrénées » (au 1/400 000). À cette vue, je n’y pus tenir ; je lui demandai la permission de m’approcher : la paix fut vite faite. L’excellent homme nous demanda nos noms, et entendant celui de mes compagnons : « comment, vous seriez les fils de mon vieil ami Lourde ? Que ne le disiez-vous point ! » Amitiés, serrements de main et embrassades sur toute la ligne…
Cette rencontre donna lieu, quelques années plus tard, à ce qu’un historiographe appela, le « Yalta » des Pyrénées. Pourquoi ? Parce que la carte du versant espagnol restait à faire. La frontière fut désignée : le Rio Ara. À Franz Schrader revenait l’orient du massif du Mont-Perdu aux Mont-Maudits, et à Paul Édouard Wallon, l’exploration des régions inconnues vers l’Océan, avec pour coordinateur et arbitre de ces deux puissances pyrénéistes, depuis Paris, le commandant Prudent. Ainsi, par la suite, une grande amitié empreinte de loyauté ne dérogea jamais à cette fameuse pléiade pyrénéiste dont Russell était le ciment.

## Paul Édouard Wallon, autodidacte et pyrénéiste complet
Non seulement Wallon utilisait l’orographe (appareil à topographier) inventé par son collègue Franz Schrader, mais il était un pyrénéiste complet. Ce docteur en droit n’hésita pas sur le tard à étudier les mathématiques et la trigonométrie utiles pour les calculs de géodésie dans les cahiers de Saint-Cyr de son fils Jules Wallon. Ascensionniste, d’avant les piolets, il était armé d’un bâton ferré, avec hache amovible pour tailler les marches dans la glace, et d’un révolver à six coups à balles tronconiques pour se préserver de l’ours, du loup et du brigand.
Si dès 1872, le Bulletin Ramond publiait un premier article de Wallon, la même année, ce dernier faisait avec son fils, les guides Gaspard et Lacoste, le Balaïtous par l’Est, en un jour depuis Arrens. Il connut alors l’extase du sommet, celle qui harmonise l’âme et la réalité d’un paysage saisissant, mais aussi, releva le panorama, pic par pic. Son "Mur-muré", le terrible 3000 m de l’époque, il en a dressé la carte et décrit toutes les routes possibles.
Ses premières furent nombreuses en compagnie de ses fidèles guides, dont le fameux Clément-Latour : au mois d’août 1883, il excursionnait les montagnes de Pétragène (aiguilles d’Ansabère) et effectuait la première ascension connue du pic des Trois Rois (2 434 m). Au cours de l’été 1884 (il a 63 ans), Wallon s’installait à la villa Russell au Vignemale pour étudier les détails du massif (il a alors déjà adopté le piolet). En 1876, il gravit le pic d’Enfer par le glacier Nord (3 081m), en 1877 la Pena Téléra (2 744m), en 1878 la Punta Buquesa (2 770m) et en 1879, la Frondella (3 081 m).
Wallon était en outre un habile dessinateur (Panoramas des Pyrénées centrales, 1869) et peignait, avec sensibilité, des paysages à la gouache. Il exécuta également en 1889 un superbe relief des Hautes-Pyrénées (au cinq-millième), qui longtemps resta visible à la Mairie de Cauterets. Enfin, le 4 août 1890, nous le retrouvions, à presque 70 ans, à la brèche de Tuquerouye (2 667 m) pour l’inauguration du refuge Lourde-Rochelave, dont l’architecture brave encore les tourmentes du Mont Perdu.
À Paris, en 1874, Wallon participa à la fondation du Club alpin français, et offrit ses textes (devenus des ouvrages) et ses fragments de cartes à l’Annuaire du CAF. Il fut d’ailleurs membre du CAF du Sud-Ouest (Bordeaux) et de la prestigieuse Société de géographie (Paris).
Sans nul doute, il faisait partie d’une élite intellectuelle de Montauban. Il était très lié avec l’écrivain régionaliste Émile Pouvillon (1840-1906) qu’il recevait avec d’autres amis dans son hôtel particulier à Villebourbon (Montauban) ou dans son domaine de Lamothe-Capdeville en Tarn-et-Garonne : François Coppée, Pierre Loti, José-Maria de Heredia, Alphonse Daudet… D’ailleurs, nous retrouvons la trace écrite d’Émile Pouvillon au sommet du pic de la Fache (3 005 m) en août 1875 avec Paul Édouard Wallon qui le qualifia de « bon marcheur ». 
Wallon fut aussi l’auteur de nombreux écrits concernant l’Église réformée (il était en effet secrétaire du conseil presbytéral du consistoire de Montauban.

## Les enfants de Wallon
Paul Édouard Wallon a deux fils avec son épouse Suzanne Denilh-Rauly : Jules, qui termine sa carrière militaire au grade de général, et Ernest, enseignant en droit civil à la faculté de Toulouse, qui fonde la Société des Amis du Stade toulousain en 1914. Depuis, le stade où évolue ce club de rugby porte d’ailleurs son nom.
Paul Édouard Wallon décède en 1895 dans sa ville natale ; il reposerait dans l’ancien cimetière de Montauban.
Un dossier (réalisé par les travaux du Président du groupe Pyrénées Haute Montagne 82) mettant en exergue l'importance de cette personnalité pour la Cité d'Ingres a contribué lors du Conseil Municipal de Montauban N°23 à faire donner le nom d'Edouard Wallon à une rue de la ville (lotissement Route de l'Aveyron.
Une rue de Tarbes porte son nom.

## L’explorateur et son échec
Tout explorateur a son échec. Ramond de Carbonnières passa à côté de la première des Mont-Maudits. Wallon, lui, manqua celle de la Collarada. Henri Beraldi : Wallon avait eu tort de lâcher la Collarada. Excité par les dires de Lequeutre qui l’avait vue superbe du côté Sud, Russell l’enleva d’un coup, cueillant le sommet, la dernière des clefs orographiques de l’Aragon en 1876 !  

## Le centenaire de la disparition de Wallon
À l’occasion du centenaire de la disparition du cartographe P.E. Wallon (1895-1995), une exposition a été organisée au refuge Marcadau-Wallon avec pour partenaires le Club alpin français et le PHM 82. Elle fut l’exposition temporaire la plus haute du Sud-Ouest durant l’été 1995 (héliportage).